# Casilda de Antón del Olmet
Casilda de Antón del Olmet y López de Haro (Huelva, 21 de febrero de 1871-Madrid, 8 de junio de 1954) fue una poeta, ensayista y dramaturga española de finales del siglo XIX y principios del XX.

## Biografía
De familia culta y desahogada económicamente, creció rodeada de un ambiente humanístico y cultural que le permitió viajar, facilitó su esmerada educación y desarrolló su afición por la literatura, que también heredaron sus hermanos: Fernando de Antón del Olmet (Marqués de Dosfuentes, diplomático y poeta) y Luis Antón del Olmet (escritor, periodista y político), aunque según algunas fuentes no tendría relación alguna con este último.
Viajó a Madrid en su juventud, instalándose en la ciudad, donde accedió a los círculos políticos e intelectuales del momento. Su trayectoria literaria se inició en la lírica a través de diversas composiciones poéticas que se publicaron en diarios de su tiempo como La Época (1849-1936) y La Correspondencia de España (1900-1913). En estos periódicos también colaboró con diversos artículos de costumbres. Además, su presencia es manifiesta en diversos periódicos andaluces de su tiempo, especialmente en la revista La Alhambra, en Granada. en el que publicó una docena de poemas y alguna crónica y artículo de costumbres.

Sin embargo, el primer libro que llevó a imprenta fue una obra teatral titulada En conciencia: comedia dramática en tres actos y en prosa (Madrid, R. Velasco imprenta, 1901). La pieza fue estrenada con anterioridad a su publicación en el Teatro Español de Madrid el día 20 de abril de 1901 y supuso un gran fracaso teatral, que la propia autora achacó al hecho de haberse representado inmediatamente después de Electra de Benito Pérez Galdós. En conciencia cuenta la historia de un joven que se casa con una mujer a la que, por avaricia, odian la madre y la hermana del protagonista, quienes solo esperan de su nuera y cuñada una dote que nunca llega. La escasa acogida de la obra empujó a Casilda de Antón a abandonar la dramaturgia y dirigir su carrera literaria hacia la poesía y el ensayo. 

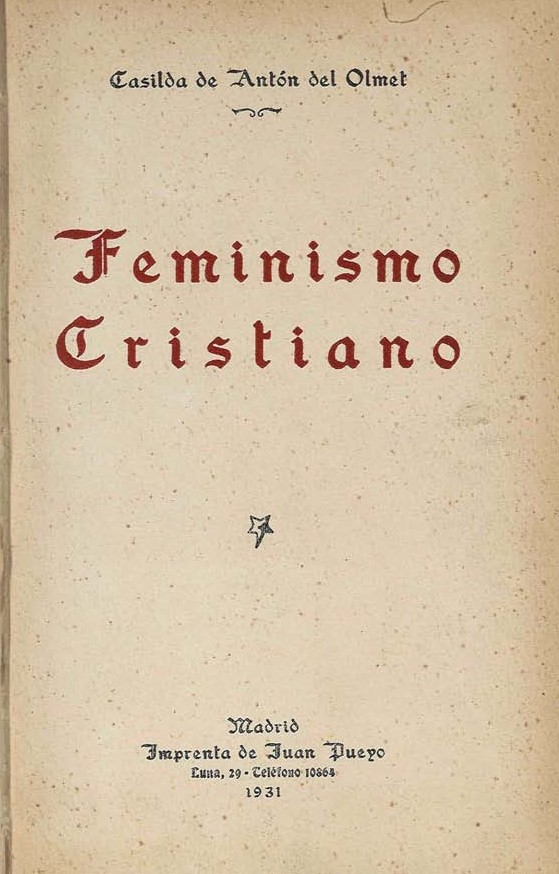
Portada del libro Feminismo Cristiano de Casilda de Antón del Olmet (1931)

Precisamente, al año siguiente, en 1902, publica un ensayo-memoria titulado El servicio doméstico: memoria sobre la necesidad de fundar una sociedad de señoras para la protección y moralidad de la sirviente, como medio de evitar un contingente a la trata de blancas. Este proyecto fue enviado a la Comisión de Reformas Sociales y deja constancia de la situación de abandono de muchas mujeres dedicadas al servicio doméstico en la España de la época. Propone catorce recomendaciones entre las que se encuentran la creación de una casa de acogida, la instauración de una asistencia médica para estas trabajadoras y el establecimiento de pensiones de jubilación para el personal del servicio doméstico. Asimismo, establece diversas sanciones para las trabajadoras en caso de faltas y olvidos, que podrían suponer la expulsión del sector.
En las siguientes décadas, Casilda de Antón obtuvo cierto renombre con sus composiciones en verso, especialmente tras publicar dos volúmenes titulados Cancionero de mi tierra (1917) y Nuevo cancionero (1929), que recopilaban diversos poemas, algunos de los cuales habían aparecido previamente en diarios de la época.
Fue Dama de la Real Maestranza de Caballería de Zaragoza y condecorada con la Medalla de dicha ciudad. 
En 1931, pocos meses antes de la proclamación de la II República y de la obtención del derecho al voto para la mujer en España, se edita su libro Feminismo cristiano, un conjunto de ensayos en forma de artículos periodísticos en los que trata temas feministas desde un punto de vista tradicional, moralizante y religioso. El diario ABC en una reseña destaca los artículos de esta obra porque están:

empapados de profunda sociología y de amor al desgraciado [...]. Esta obra consolida la fama que ya gozaba Casilda de Antón del Olmet como escritora de buen estilo y de inspiración feliz.

En 1942 se publicó su último poemario, titulado Cien sonetos (Madrid, Augusto Boné, 1942). Falleció en Madrid el 8 de junio de 1954.

## Rasgos temáticos y de estilo
Por edad, su figura ha estado asociada a las escritoras de la generación del 27 y a las Sinsombrero, aunque su estilo literario y sus presupuestos ideológicos estén muy distantes de los de estas artistas.
Su poesía es de corte tradicionalista y dominan los retratos paisajísticos llenos de nostalgia, espontaneidad y sentimiento. Se inclina por los metros clásicos como el soneto, el romance y la copla.
Su única obra teatral publicada, En conciencia (1901), recibió una mala acogida por parte del público y de la crítica, que rechazó la arquitectura y estructura dramática de la obra, así como el escaso desarrollo psicológico de sus personajes.
En lo que respecta a sus ensayos, predominan los artículos de opinión muy marcados por el tradicionalismo, la moral católica y un tono didáctico que rechaza la igualdad entre hombres y mujeres. 

La mujer debe ser, no la rival del hombre, sino su compañera. Pero ¿cómo debe educarse a la mujer para que sea una digna compañera del hombre? A la mujer hay que hacerla, ante todo, buena; su corazón debe ser modelado para las virtudes cívicas, inculcándole el sentimiento del honor y de la justicia, al par que la dulzura y el sacrificio; su voluntad para el bien debe ser robustecida, a fin de que sea dueña de sus propios actos; una voluntad débil o mal encaminada es el producto de una moralidad descuidada.

## Obras

### Obras teatrales
- En conciencia: comedia dramática en tres actos y en prosa (1901). Madrid, Imprenta R. Velasco.

### Poesía
- Cancionero de mi tierra (1917). Prólogo de Pedro de Novo y Colsón, Madrid, Pueyo.
- Nuevo cancionero (1929). Soneto-prólogo de Pedro Novo y F. Chicarro. Madrid, Pueyo.
- Cien sonetos (1942). Madrid, Augusto Boné.

### Ensayos
- El servicio doméstico: memoria sobre la necesidad de fundar una sociedad de señoras para la protección y moralidad de la sirviente, como medio de evitar un contingente a la trata de blancas (1902). Madrid, Ambrosio Páez.
- Vida ejemplar de una Hija de María : Notas biográficas acerca de la Señora Domiciana Epifania Gómez de la Majada (1929). Madrid, Pueyo.
- Feminismo cristiano (1931). Madrid, Pueyo.